# Delisle-skála
A Delisle-skála egy hőmérsékleti skála, amelyet Joseph Nicolas Delisle francia csillagász (1688–1768) vezetett be. A Delisle-skála egysége a Delisle-fok, amely nem tartozik az SI-mértékegységrendszerhez.
1732-ben Delisle tervezett egy folyékony higannyal működő hőmérőt. A víz forráspontját (0 °De) normál atmoszferikus nyomásnál (101 325 Pa) választotta vonatkozási pontnak, és megmérte akkor a higany térfogatváltozását.
Eredetileg a Delisle-hőmérőnek 2400 fokbeosztása volt. 1738 telén Josias Weitbrecht (1702–1747) újrakalibrálta a hőmérőt. Megváltoztatták a vonatkozási pontokat: a víz forráspontja 150, a jég olvadáspontja 0 °De lett.
A Delisle-skála úgy halad, mint az Anders Celsius által tervezett skála (a víz forráspontja 0 °C, a jég olvadáspontja pedig 100 °C), de ellentétesen a mai Celsius-skálával, amely a jég olvadáspontjától (0 °C) a víz forráspontja felé halad.
A Delisle-féle hőmérőt 100 évig használták Oroszországban.